# Дрогобычский уезд (СССР)
Дрогобычский уезд — административно-территориальная единица СССР с 4 декабря 1939 года по 17 января 1940 года.

## Предыстория
28 сентября 1939 года подписан Договор о дружбе и границе между СССР и Германией, по которому территория Львовского воеводства была разделена между этими государствами и Дрогобычский повят вошёл в состав территории, занятой войсками СССР.
27 октября 1939 года установлена Советская власть.
14 ноября 1939 года территория Западной Украины принята в состав Украинской Советской Социалистической Республики Союза Советских Социалистических Республик.

## История
4 декабря 1939 года в связи с образованием Львовской и Дрогобычской областей УССР Львовское воеводство, образованное в Польской Республике, прекратило существование. В составе Дрогобычской области создан Дрогобычский уезд с центром в г. Дрогобыч в прежних границах, но с другими органами управления.
10 января 1940 года на Политбюро ЦК КП(б)У был обсуждён вопрос создания, в том числе и районов Дрогобычской области, среди которых был и Дрогобычский район.
17 января 1940 года Указом Президиума Верховного Совета СССР образован Дрогобычский район в составе Дрогобычской области.